# Васильев, Данила Иванович
Дани́ла Ива́нович Васи́льев (англ. Danila Vassilieff; 16 [28] декабря 1897, Кагальницкая, область Войска Донского — 22 марта 1958, Мельбурн) — австралийский живописец и скульптор.

## Биография
Происходил из рода донских казаков. Окончив ремесленное училище в Новочеркасске и артиллерийскую школу в Санкт-Петербурге, в 1917 году, во время Первой мировой войны, был призван на Западный фронт.
В 1918 году присоединился к Белому движению, участвовал в сражениях. После поражения белых в европейской части России бежал в Баку, где был арестован в 1920 году, но почти сразу же сумел бежать в Иран.
В 1923 году сумел через Китай, пожив некоторое время в Шанхае, и Гонконг добраться до Австралии. В Австралии работал механиком на железной дороге, сумел купить сахарную плантацию.
В 1929 году, получив перед этим австралийское гражданство, уехал во Францию, чтобы учиться живописи, затем на некоторое время переехал в Бразилию, в Рио-де-Жанейро, где брал уроки рисования у художника-эмигранта Дмитрия Измайловича.
В начале 1930-х годов путешествовал, останавливаясь в Великобритании, Испании, Португалии и особенно Британской Гвиане (ныне Гайана), природой и жизнью которой был особенно вдохновлён и где написал множество пейзажей.
В 1935 году вернулся в Австралию, сначала в Сидней, а в 1937 году переехал в Мельбурн, где прожил до конца жизни.
С 1939 по 1946 год преподавал рисование в детской экспериментальной школе.
С конца 1940-х годов работал не только как художник, но и как скульптор.
В 1954—1957 годах преподавал рисование в провинциальных школах, но был уволен за слишком «свободные» методы преподавания.
В последний год жизни остался без средств к существованию и был вынужден продавать свои картины.
Творчество Васильева, как считается, испытало влияние Ван Гога, де Фламанки и Сутина, а в плане скульптуры — Генри Мура. Среди тем его работ — городские сцены, пейзажи в стиле экспрессионизма, фантастические композиции, портреты; в большинстве картин особенное внимание уделено колориту.
В 1947 году написал серию акварелей на тему балета «Петя и волк».
С 1947 по 1953 год занимался преимущественно скульптурой, создавая свои произведения из местного камня. Наиболее известны его небольшие полуабстрактные скульптуры «Механический человек» и созданная в 1953 году скульптура «Стенька Разин», выставленная в Национальной галерее в Канберре.